# Olivier Gendebien
Olivier Gendebien (n. 12 ianuarie 1924, Brussel, Comunitatea Francofonă din Belgia⁠(d), Belgia – d. 2 octombrie 1998, Tarascon, Provence-Alpes-Côte d'Azur, Franța) a fost un pilot belgian de Formula 1.
1. 1 2  Olivier Gendebien, Discogs, accesat în 9 octombrie 2017
2. 1 2 3 4  Fichier des personnes décédées mirror, accesat în 3 mai 2022
3. 1 2  Olivier Gendebien, Roglo
4. 1 2  Olivier Gendebien, GeneaStar
5. ↑  Olivier Gendebien, Autoritatea BnF
6. ↑  IdRef, accesat în 22 mai 2020